# 719 TCN
719 TCN là một năm trong lịch La Mã.